# Reserva natural integral de Inagua
La reserva natural integral de Inagua es un espacio protegido de la isla de Gran Canaria (Canarias, España). Lo conforman los pinares de Inagua, Ojeda y Pajonales, situados entre los municipios de Mogán, La Aldea de San Nicolás y Tejeda. Forma parte de la Red de Espacios naturales protegidos de Canarias
y de la Red Natura 2000.

## Características generales
Los montes Inagua, Ojeda y Pajonales constituyen uno de los pinares naturales mejor conservados de Gran Canaria. También alberga varias cabeceras de barrancos importantes (Mulato, Mogán, etc.), de manera que tiene un importante papel en la recarga hídrica subterránea y la conservación del suelo.
Tiene una altitud media por encima de los 1000 m s. n. m. (metros sobre el nivel del mar). Incluso, algunas cimas superan los 1400 m s. n. m., como Alsándara, Lina o Yescas. Está constituida por materiales del antiguo edificio en escudo que ocupó esta parte de la isla por lo que posee gran interés científico, geológico y geomorfológico además de conformar un paisaje de gran espectacularidad.

## Hábitats
Los hábitats principales de la zona son: 
- Pendientes rocosas silíceas con vegetación casmofítica
- Pinares endémicos canarios

## Flora y fauna

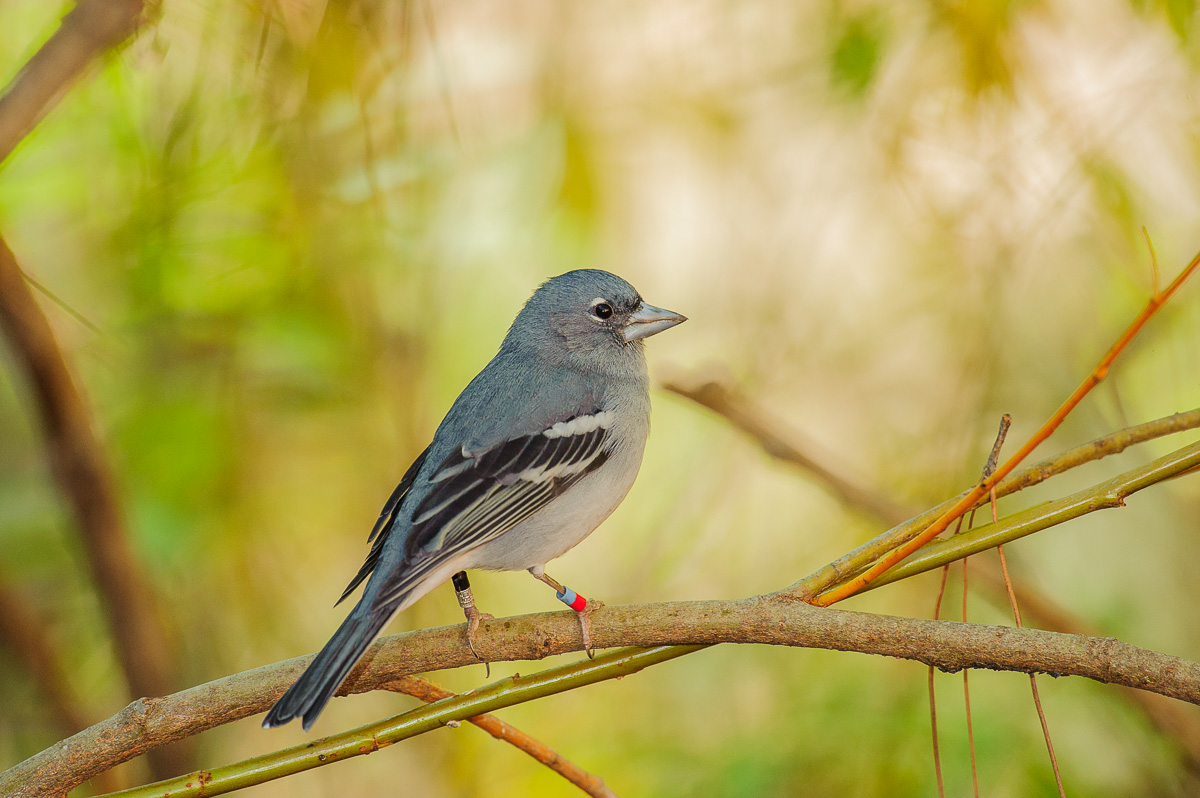
Macho del pinzón azul.

La especie arbórea principal y casi única es el Pino canario (Pinus canariensis). Es un bosque poco tupido en el que se intercalan especies de porte menor como las tabaibas amargas (Euphorbia regis-jubae), jaras (Cistus monspeliensis) y escobones (Chamaecytisus proliferus). Existen varios endemismos, algunos en peligro de extinción, como la gildana (Teline rosmarinifolia) o el heliantemo (Helianthemum bystropogophyllum).
En cuanto a la fauna, poco variada, destacan varios endemismos amenazados, algunos de los cuales tienen aquí sus mejores poblaciones. Para algunas especies de aves, como el pinzón azul de Gran Canaria (Fringilla polatzeki), estos pinares constituyen su refugio principal. Otras especies son el pájaro carpintero o picapinos (Dendrocopos major thanneri) y los herrerillos (Parus caeruleus teneriffae). También se constató, en los Llanos de Ojeda, la presencia de los últimos guirres (Neophron percnopterus) que existieron en Gran Canaria.

## Galería de imágenes

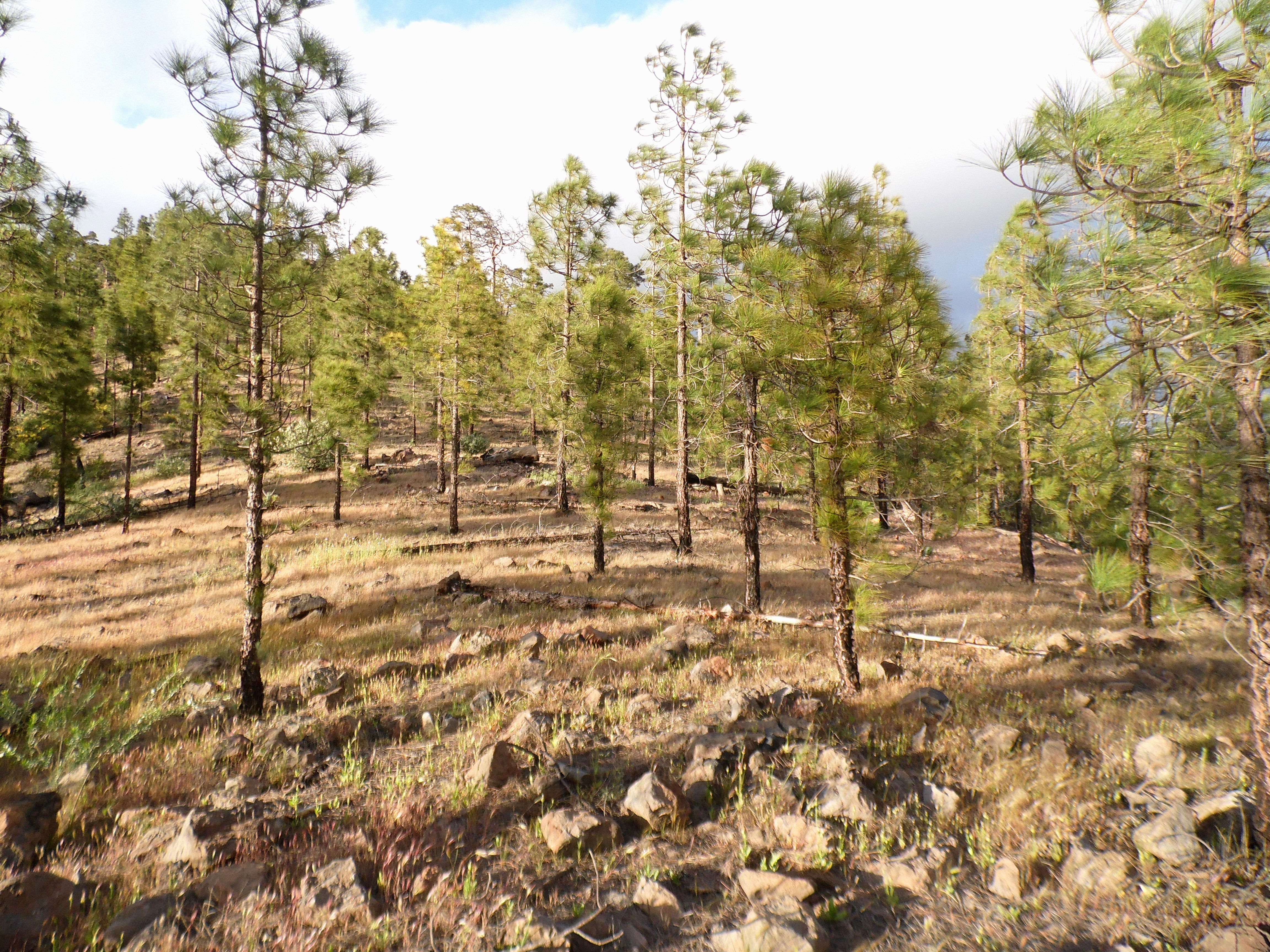
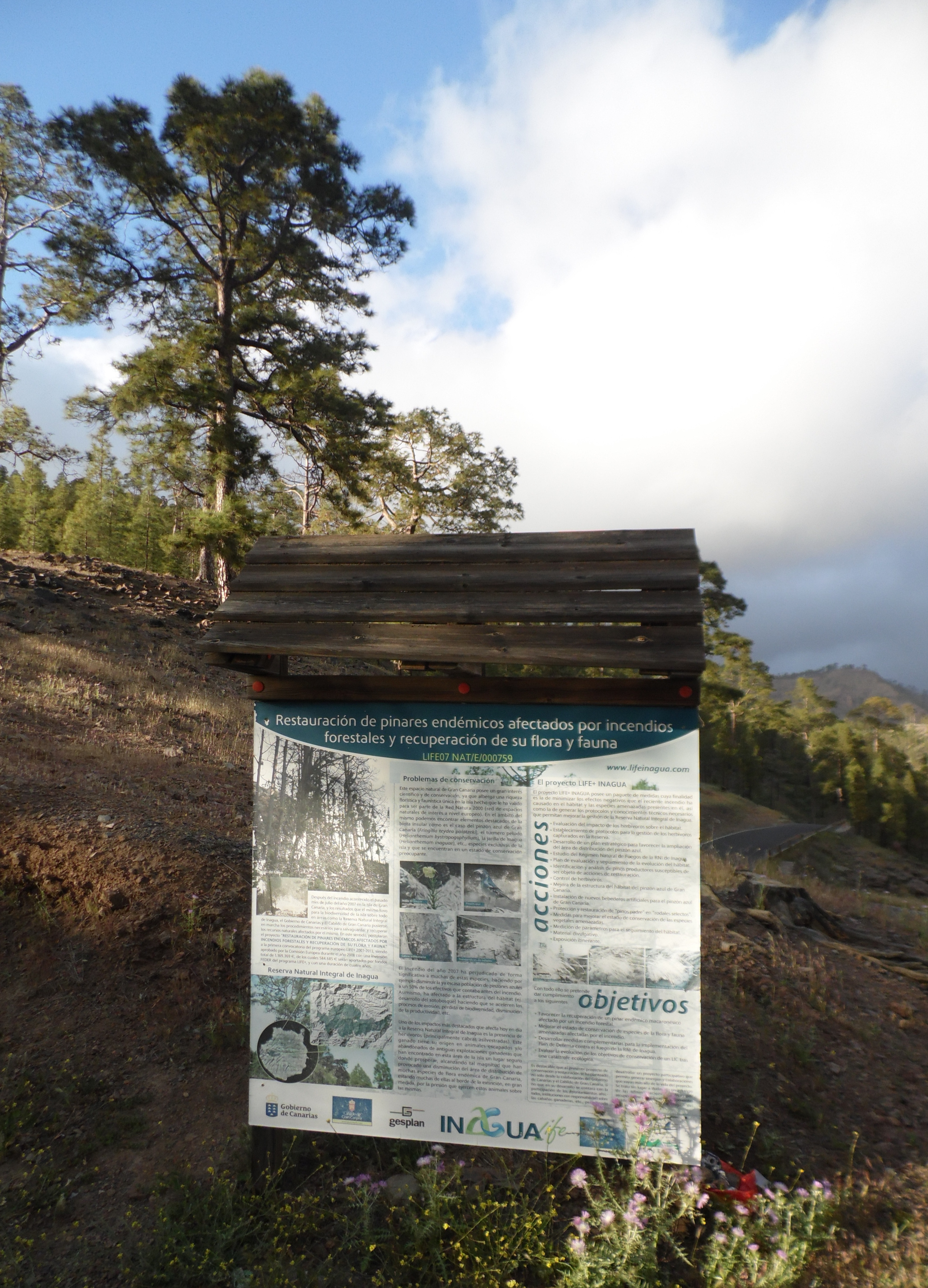
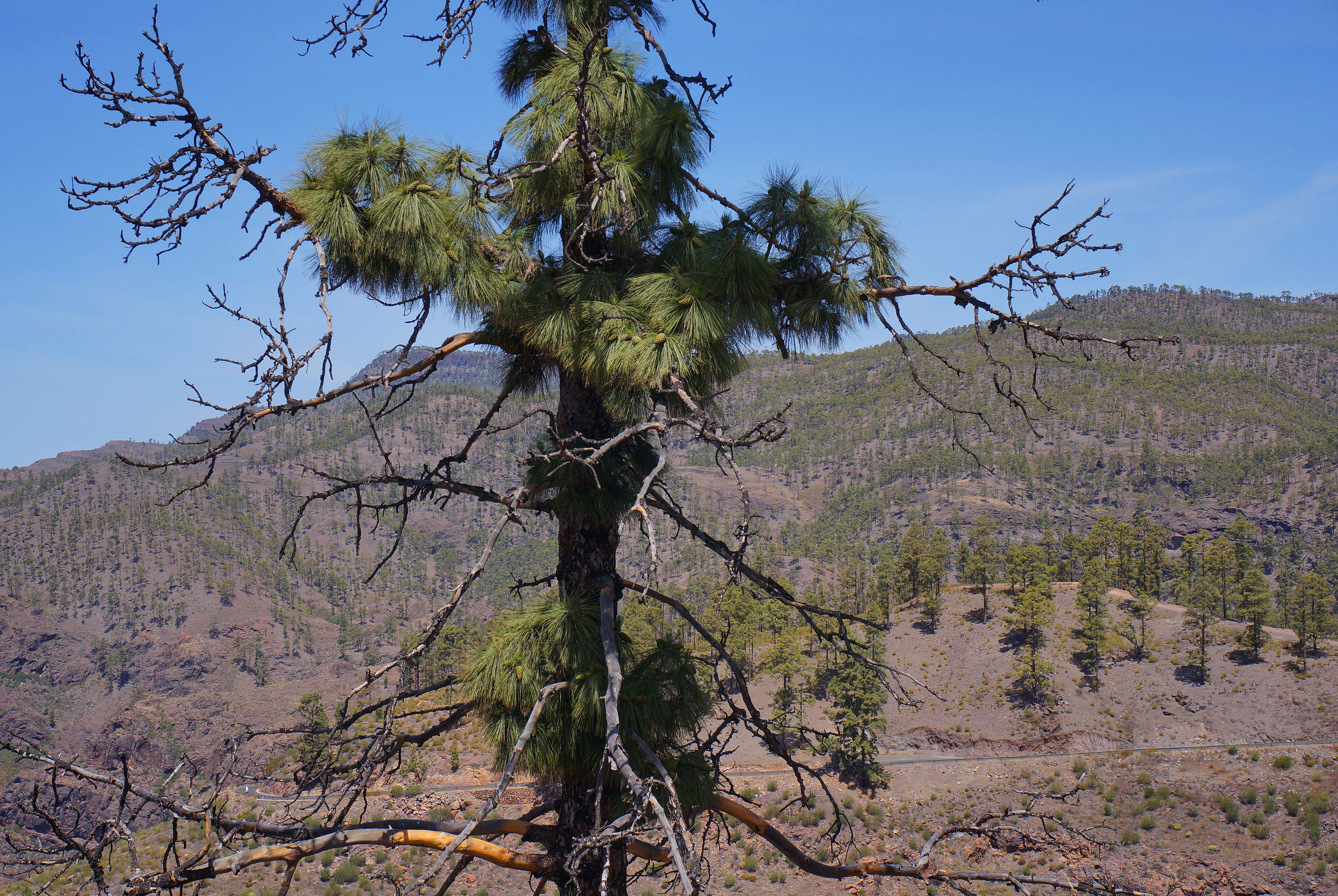
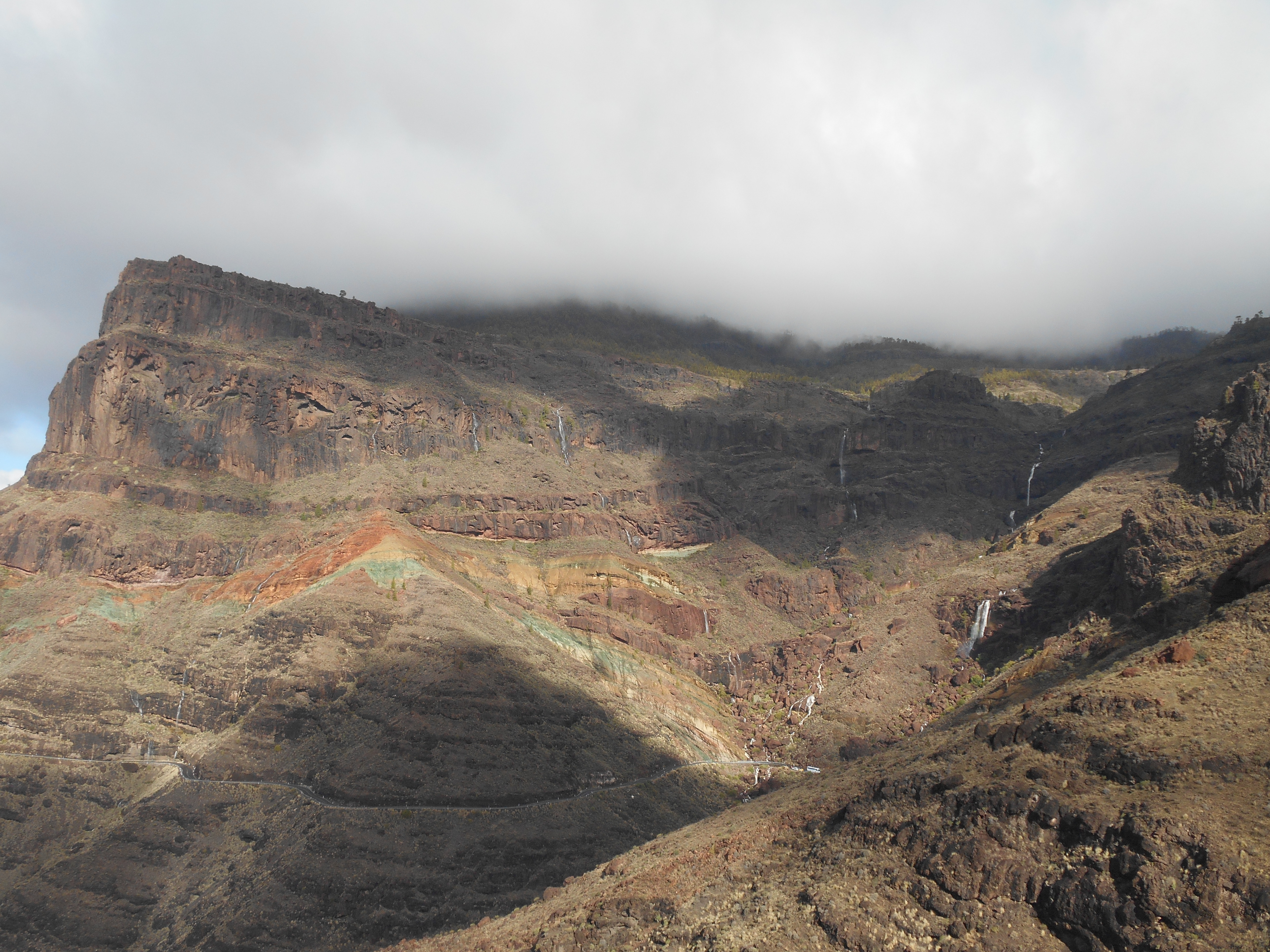
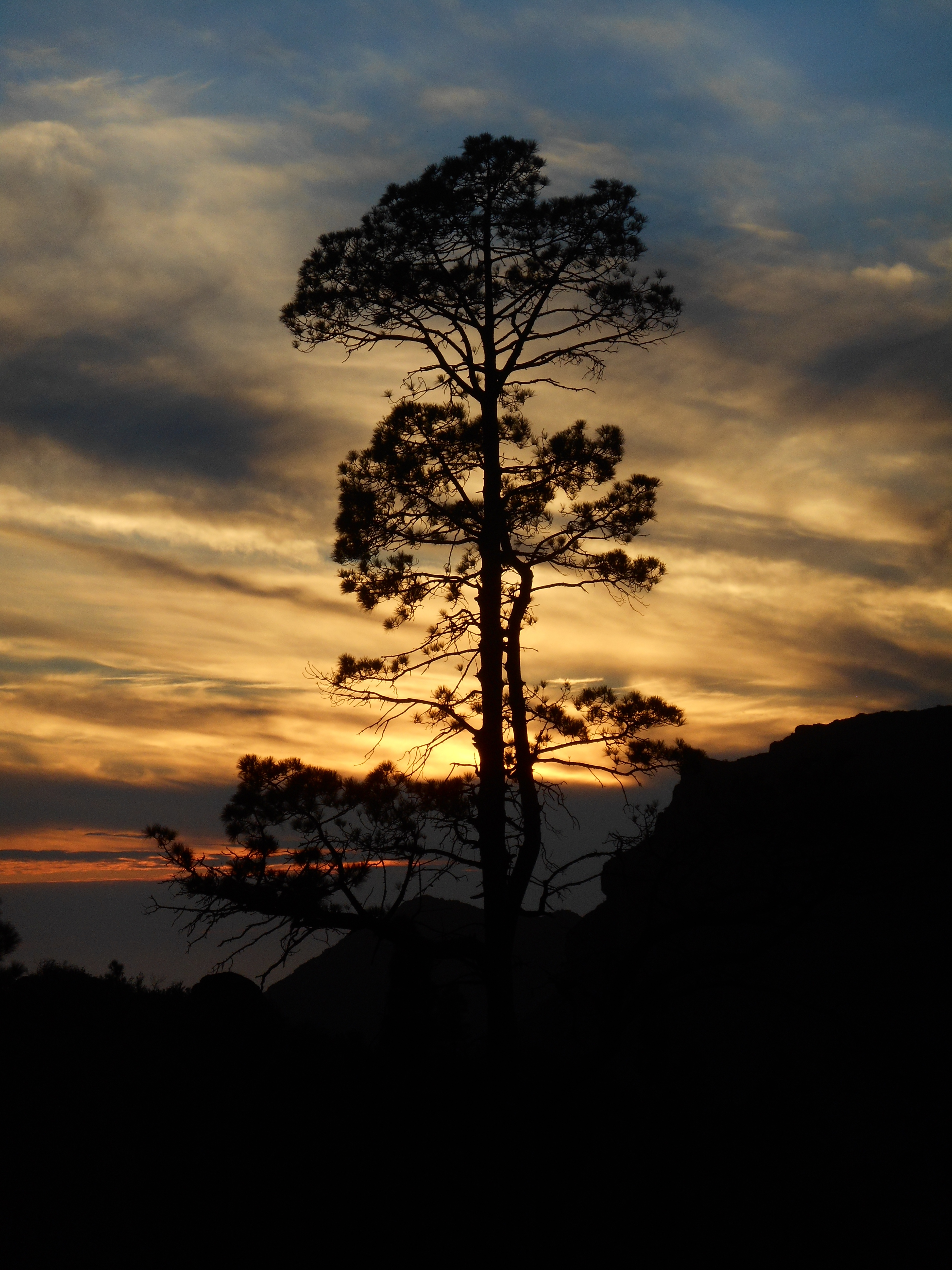
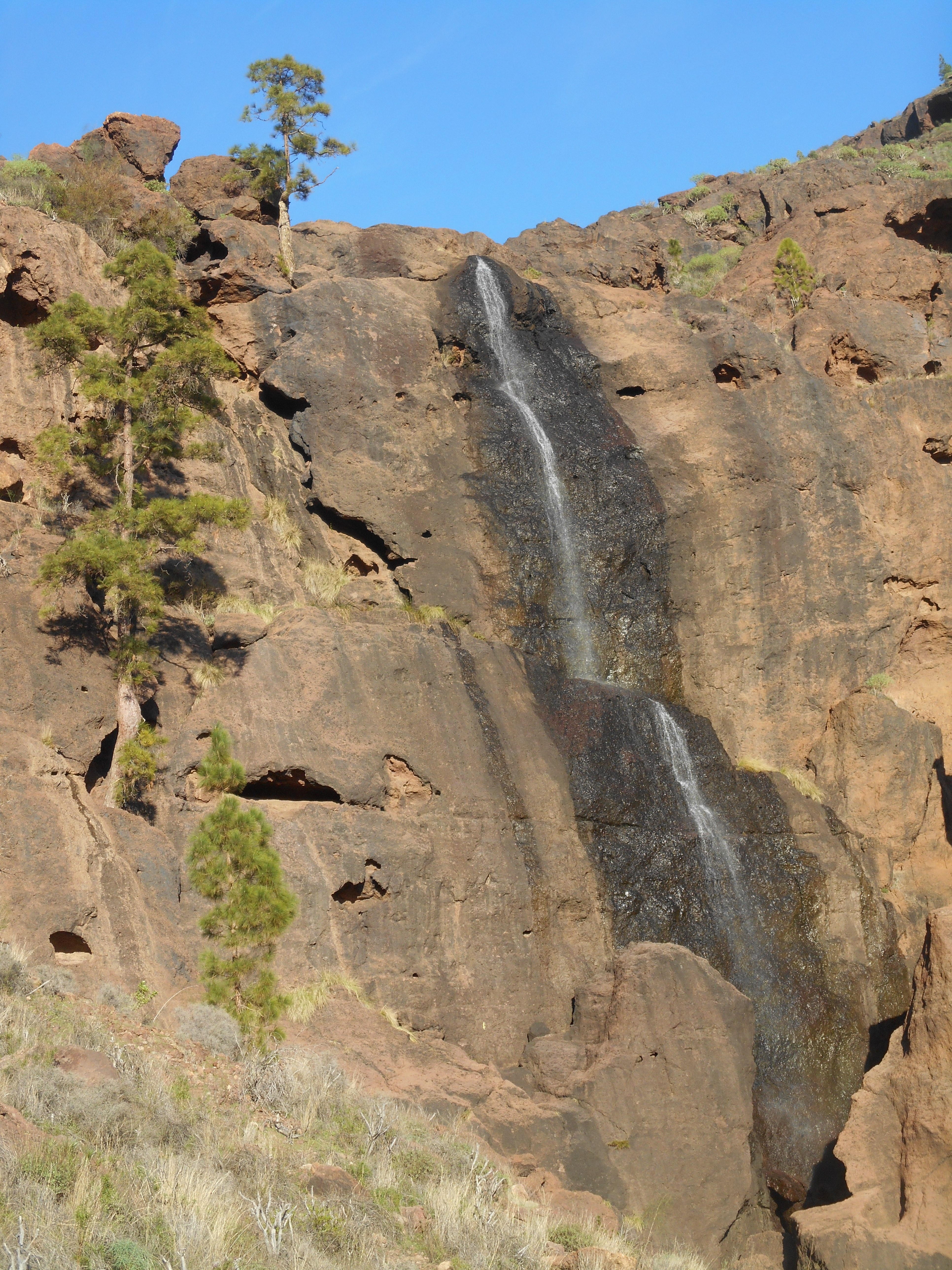
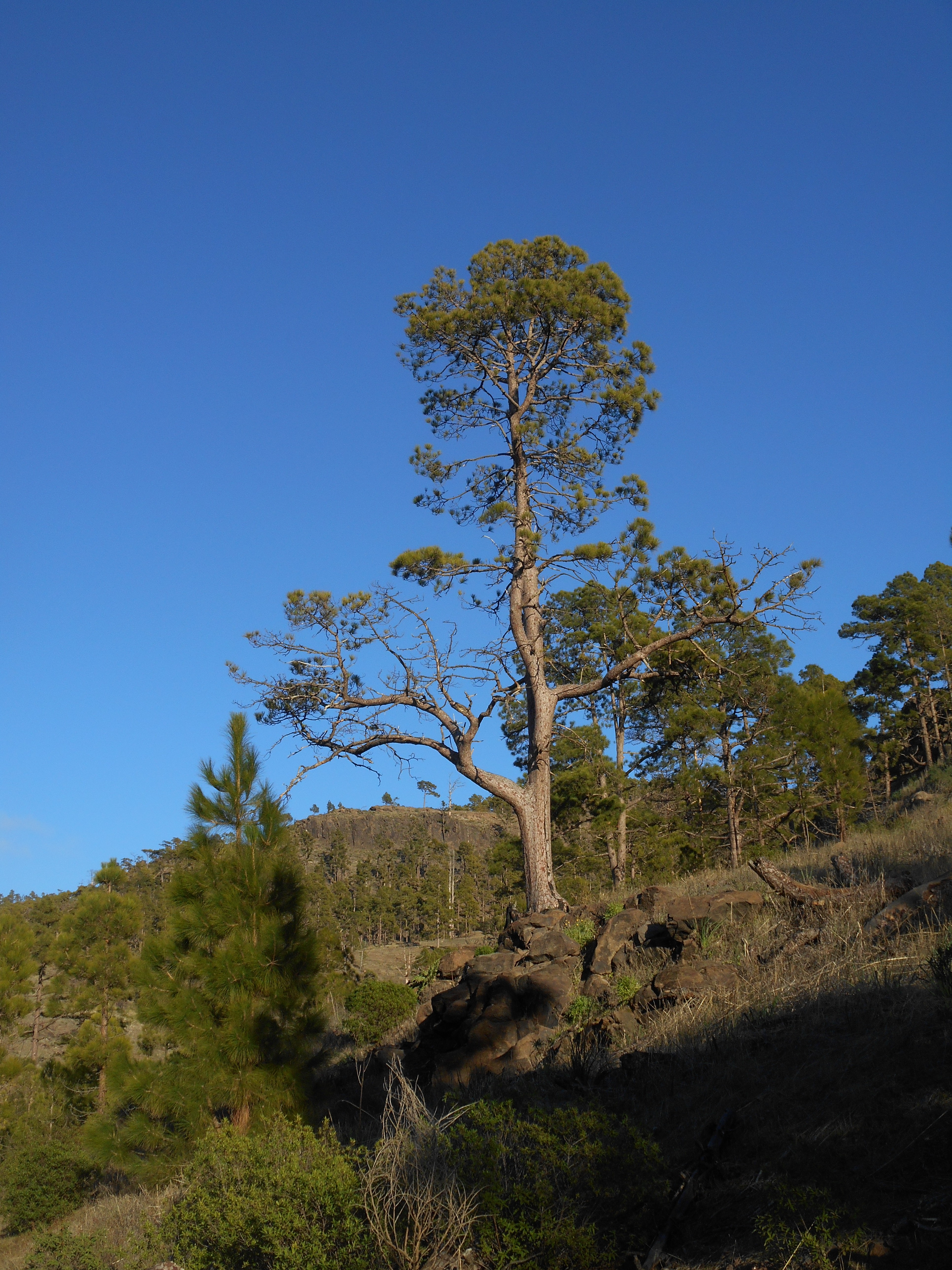